# 亞費勞山

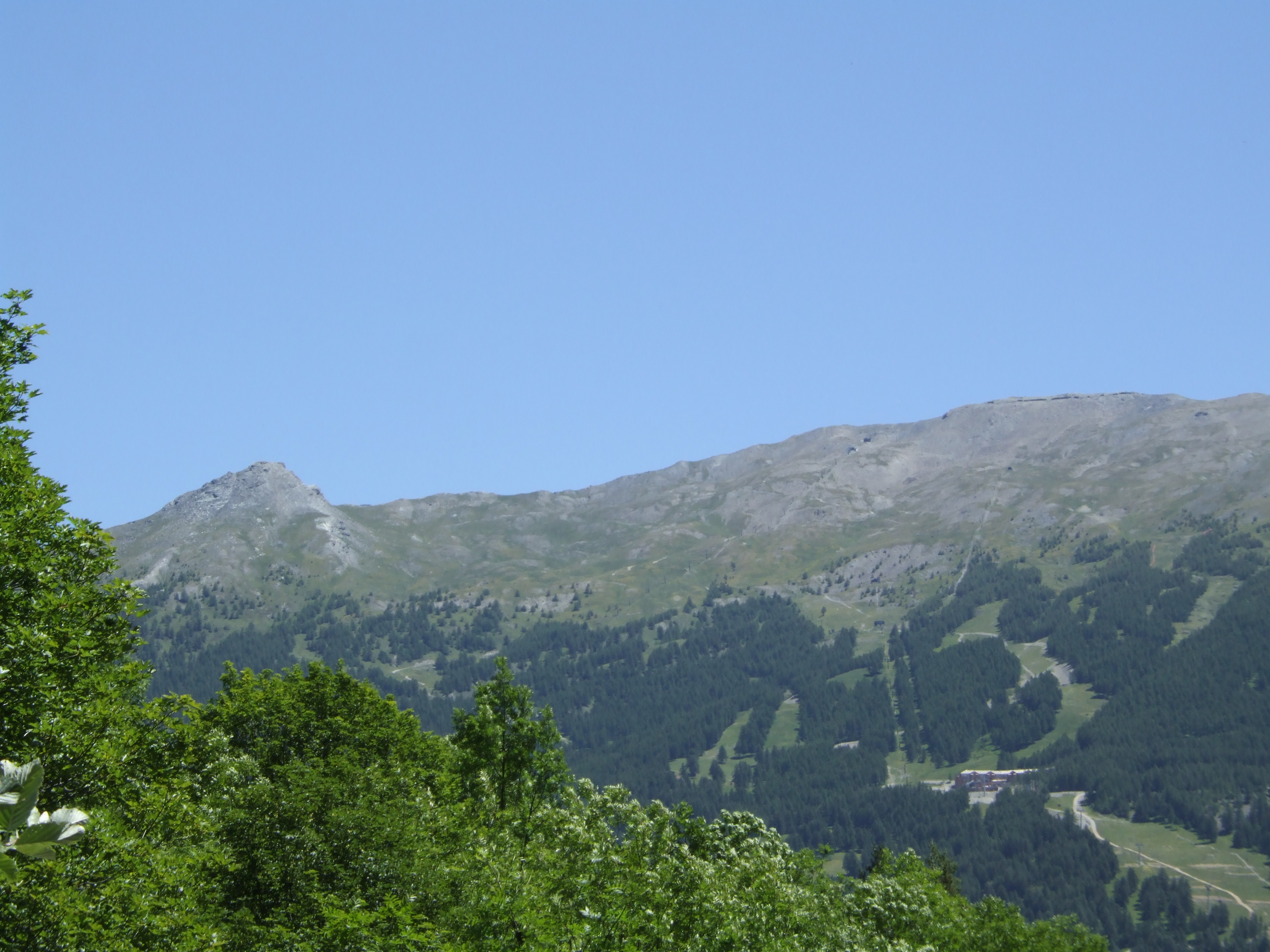

45°5′16″N 6°46′13″E / 45.08778°N 6.77028°E
亞費勞山（義大利語：Monte Jafferau），是意大利的山峰，位於該國西北部皮埃蒙特大區，由都靈廣域市負責管轄，屬於科蒂安阿爾卑斯山脈的一部分，海拔高度2,805米。